# Christian Catomeris

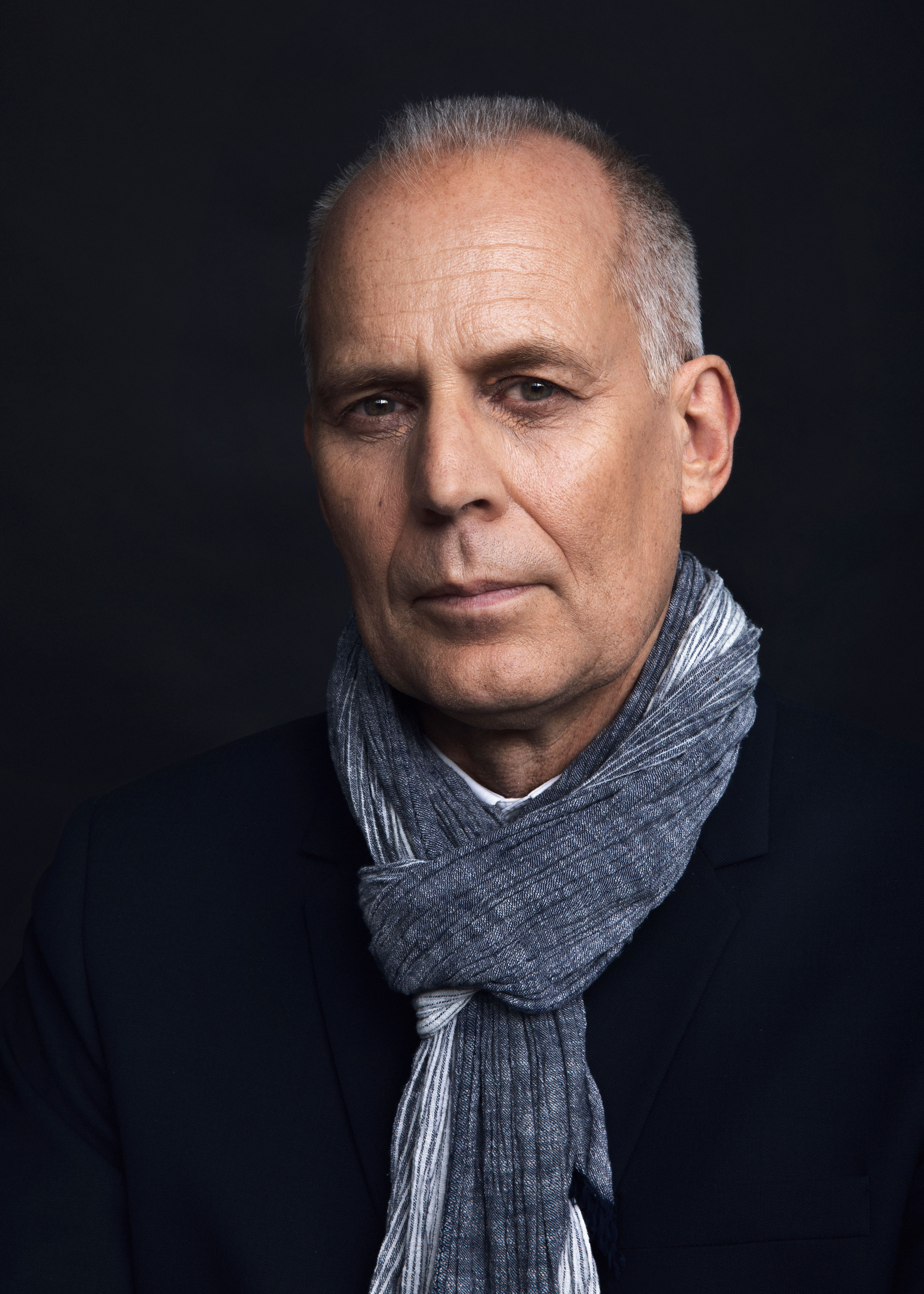
Christian Catoméris, écrivain et journaliste

Christian Georges Catomeris, né à Stockholm, Suède, le 7 septembre 1956, est un écrivain, journaliste et producteur de documentaires suédois.

## Biographie
De nationalité et d'éducation scolaire française (Lycée Saint Louis à Stockholm), Christian Catomeris est écrivain de livres de non-fiction, reporter, présentateur et rédacteur à la SR (Radio nationale suèdoise, 1979-1990), grand reporter, rédacteur, correspondant Européen à Bruxelles (2010-2014) à la SVT (télévision publique Suédoise, 1990-2021), spécialiste des questions migratoires, producteur de documentaires.

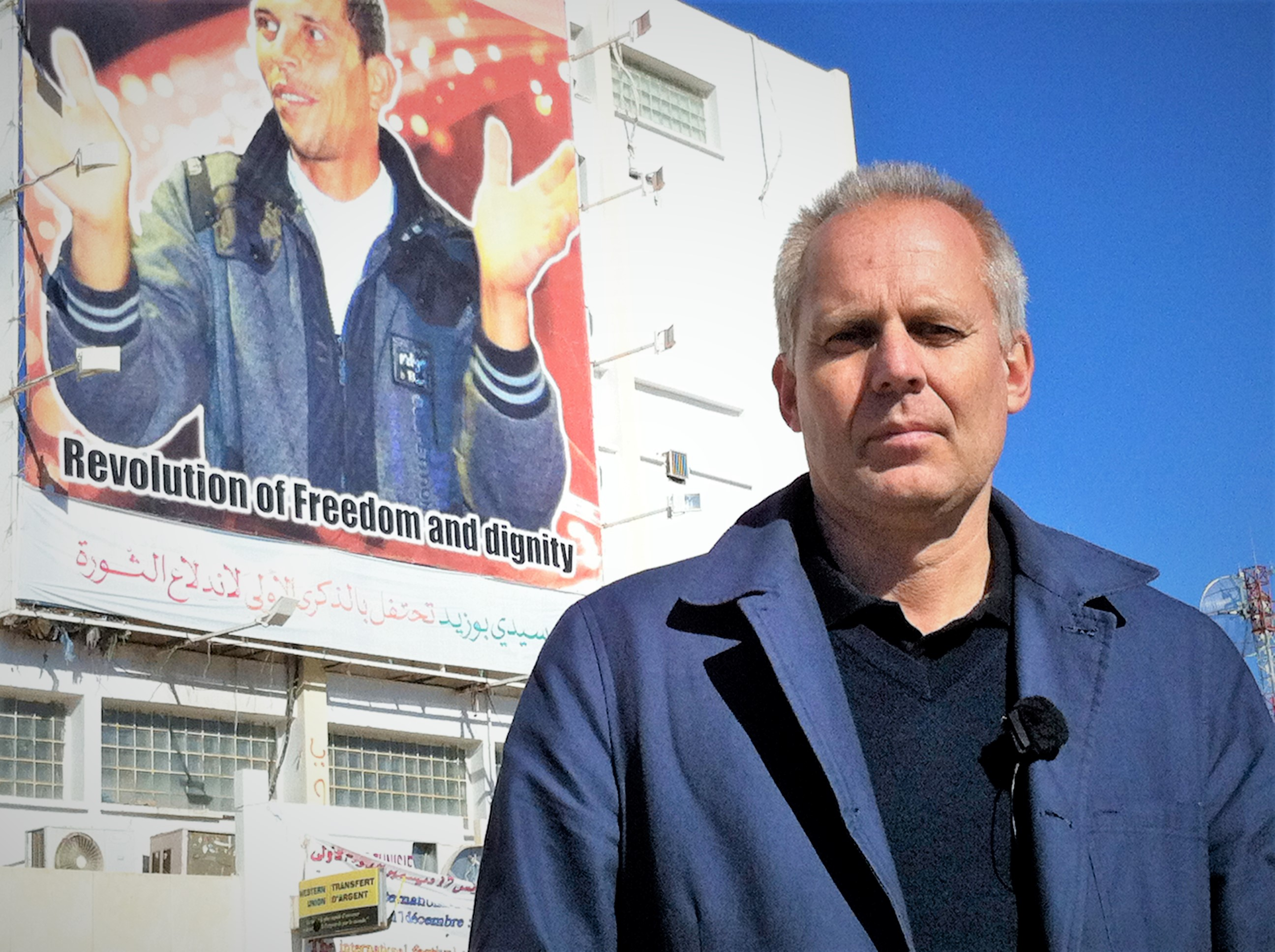
Christian Catomeris, envoyé spécial de la SVT en Tunisie, 2011

## Livres
- Sverige och Sápmi. Historia, politik, attityder, 2024 (La Suède et les Samis. Histoire, politique, attitudes)
- Ingrid Segerstedt Wiberg. Den stridbara. 2023 (ISW, l'exigeante) biographie sur l'intraitable libérale, pacifiste et anti-rasiste suédoise ISW.
- Människovärdet! , 2022  (Droits de l'homme! ), essais sur le journalisme, les migrations et le racisme.
- Svenska Akademien, Makten, Kvinnorna och Pengarna , 2019 (L'Académie Suédoise. Le pouvoir, les femmes et l'argent , avec Knut Kainz Rognerud)
- Efter attentaten, 2017 (Aprés les attentats), sur les conséquences psychologiques et politiques des attentats à Paris en novembre 2015.
- Det ohyggliga arvet, Sverige och främlingen genom tiderna, 2004/2017 (Le terrible héritage, la Suède et l’ Étranger à travers les temps)
- Dykaren som exploderade. Priset för det norska oljeundret (2008) (Le plongeur explosé. Le prix du miracle pétrolier Norvégien), co-écrit en suédois avec Olivier Truc. Récit documentaire sur les plongeurs de la Mer du Nord.
- Gipskattor och Positiv, Italienare i Stockholm 1896-1910 , 1988 (Chats de plâtre et Orgues de Barbarie, les italiens à Stockholm entre 1896-1910), Prix de la Recherche, Immigrantinstitutet (1989).

## Courts métrages

### Terrorisme
- Frankrike efter attentaten, 2016 (Après les attentats)

### Migrations
- Kvinnan med armbandet, 2015 (La Femme au bracelet), à la recherche de l'identité d'une migrante subsaharienne décédée sur la frontière greco-turque
- Tillbaka till Lampedusa, 2015 (Retour à Lampedusa) Prix du Journaliste[2] de la Euromed Med-Anna Lindh Foundation.

### Printemps arabe
- Kvinnorna i Tunis, 2012 (Les femmes de Tunis ), sur la révolution de 2011.